# Зразково-показовий оркестр Збройних Сил України
Зразково-показовий оркестр Збройних Сил України — державний духовий оркестр ЗСУ, створений в грудні 1945 року на базі військового оркестру Київського військового округу.

## Історія колективу

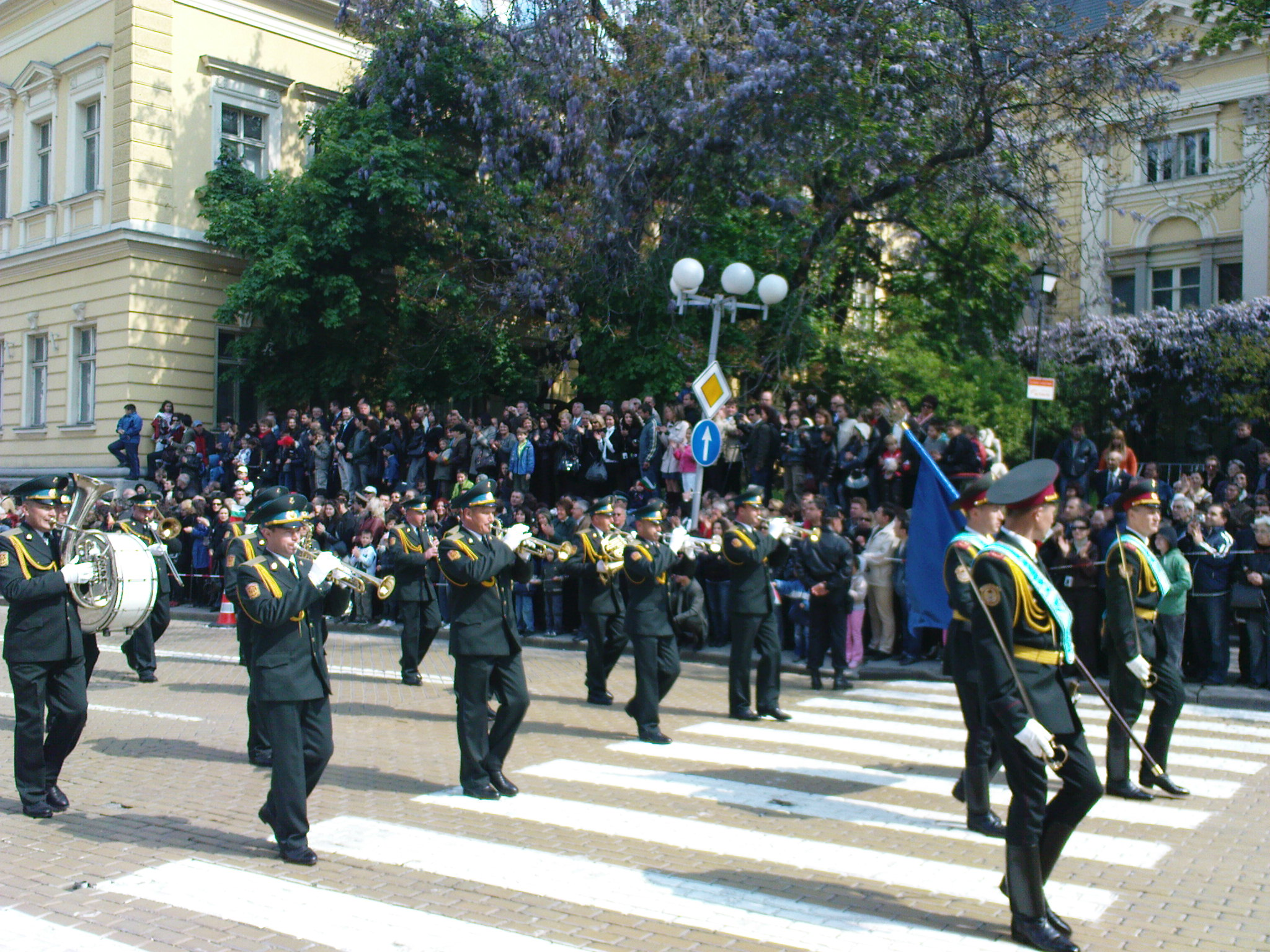
Оркестр на параді у Болгарії (2009)

Колектив створено на підставі наказу Наркому Оборони (№ 071 від 1944 р.), постанови ВР КВО (№ 040 від 14.05.1945 р.) та директиви ОРГ (1/87839 від 31.10.1945 р.). Організатором та першим начальником оркестру був майор Дем'ян Літновський.
Виступаючи з концертами перед військовослужбовцями та цивільним населенням, оркестр відігравав значну роль у розвитку військово-музичного мистецтва. Успіх до колективу прийшов у 60-х рр. ХХ ст.. Популярність забезпечили висока професійна майстерність та різноманітна концертна діяльність — виступи на українському радіо і телебаченні, в концертних залах, озвучення документальних та художніх кінофільмів, записи грамплатівок, постійна участь у військових парадах. З оркестром виступали видатні диригенти і музиканти — С. Чернецький, М. Назаров, М. Кондратюк, С. Турчак, Д. Гнатюк, Є. Чавдар, Б. Руденко, Н. Рахлін та інші.
Новий напрямок творчої діяльності оркестру пов'язаний з проголошенням Незалежності України. На перше місце виходить популяризація української музики. З 1991-го року, після його затвердження згідно директиви командувача Генштабу ЗСУ в травні 1992 р, оркестр пройшов декілька стадій реформування:
- Окремий показовий оркестр Міністерства оборони України (від травня 1992);
- Зразково-показовий оркестр Збройних Сил України (з лютого 1995);
- Заслужений академічний оркестр України Зразково-показовий оркестр Збройних Сил України (з 2008).

Наразі оркестр є постійним учасником військових парадів, державних, професійних та мистецьких заходів, які проводяться не лише у столиці України, а й у інших регіонах держави, забезпечує почесні зустрічі іноземних делегацій.

## Репертуар
Репертуар оркестру передбачає смаки різних вікових груп, а головне — популяризує українську музику, пісні, марші, класичні твори українських та зарубіжних композиторів. Різноманітність жанрової палітри, а саме — духовий оркестр, диксиленд, вокально-інструментальний гурт, ансамбль народної музики «Святовид» і окремі солісти-вокалісти — дають можливість виступати з концертами класичної, сучасної і народної музики, брати участь в різноманітних військових церемоніалах, шоу-спектаклях, концертах, фестивалях.
Оркестр записується на радіо і телебаченні, бере участь в озвучуванні документальних і художніх фільмів. Записи колективу зберігаються на грамплатівках та магнітофонних стрічках, що зберігаються в фонотеках Українського радіо і телебачення. Оркестр став першим виконавцем Гімну України.

## Діяльність колективу
Діяльність оркестру неодноразово відзначалась нагородами Міністерства оборони. За заслуги в розвитку музичного мистецтва оркестру штабу Київського військового округу в грудні 1965 року присвоєно звання «Заслужений оркестр Української РСР». Оркестр неодноразово виборював призові місця на всеармійських конкурсах штатних військових оркестрів Радянської Армії, отримав «Гран-прі» на міжнародному фестивалі духової музики в Югославії (м. Сараєво, 1972 рік). В жовтні 1983 року оркестр удостоєний почесного звання лауреату «Фестивалю дружби» в НДР.
Колектив є також лауреатом міжнародних фестивалів військових оркестрів в Нідерландах, в Швеції, «Хамер» в Норвегії, «Краків» в Польщі, 1-а премія на конкурсі «Золота Ліра» в Польщі, одержав звання почесного оркестру м. Тараскон у Франції. Разом з оркестром Сухопутних військ Збройних Сил США імені генерала Першінга записав в Швеції компакт-диск, а також 2 компакт-диски оркестру було випущено голландською фірмою звукозапису. Лауреат трьох фестивалів української військово-патріотичної і маршової пісні «Червона калина».
Військово-оркестрову службу в різні часи очолювали: Стефан Творун, Геннадій Григор'єв , Петро Мірошниченко, Василь Охріменко, Еміль Маркус, Анатолій Кузьменко та інші.

## Персоналії
- Оберенко Володимир Тихонович — народний артист України (1995).
- Кондратюк Андрій Арсентійович — народний артист України (1996).